# Zimnij vetjer v Gagrakh
Zimnij vetjer v Gagrakh (russisk: Зимний вечер в Гаграх) er en sovjetisk spillefilm fra 1985 af Karen Sjakhnazarov.

## Medvirkende
- Jevgenij Jevstignejev som Aleksej Ivanovitj Beglov
- Aleksandr Pankratov-Tjornyj som Arkadij Gratjev
- Natalja Gundareva som Irina Melnikova
- Sergej Nikonenko som Valentin Fomenko
- Pjotr Sjjerbakov som Aleksandr Aleksandroviyj